# سوريس
سوريس(بالألمانية: Zahre)‏Friulian كوموني(بلدة) في مقاطعة أوديني في منطقة فريولي فينيتسيا جوليا الإيطالية. على ارتفاع (3,976) 1,212m وهي أعلى بلدة في المنطقة وواحدة من الجزر الناطقة باللغة الألمانية في شمال شرق إيطاليا.

## جغرافية
تقع سوريس داخل منطقة جبل Carnia في فريولي، في وادي Val Lumiei في جبال الألب Carnic، شمال غرب جبل Monte Bìvera. تقع على بعد حوالي 60 كيلومتر (37 ميل) شمال غرب العاصمة الإقليمية أوديني و120 كيلومتر (75 ميل) شمال غرب ترييستي.
تتكون المنطقة البلدية بشكل أساسي من قريتين، Sauris di
Sotto(Unterzahre)und Sauris di Sopra (Oberzahre)، يبلغ عدد سكانها 429 نسمة (اعتبارًا من 2010). تقع سوريس على حدود البلديات التالية: أمبيزو وفورني دي سوبرا وفورني دي سوتو وأوفارو وبراتو كارنيكو وفيجو دي كادوري.

## تاريخ
وفقًا للأسطورة، جرى تأسيس المستوطنة حوالي عام 1300 من قبل اثنين من المرتزقة الألمان المنهكين الذين تقاعدوا إلى كارنيا. في الواقع، اسم المكان الرومانسي Sauris،ربما مشتق من Illyrian Savira (الحالي)، قد ذُكر بالفعل في القرن الثاني عشر. ربما هاجر الفلاحون الألمان من تيرول هوخبوستيرتال وليساتشتال المجاورة في الشمال. مثل منطقة Cadore التاريخية في الغرب، كانت كارنيا تنتمي إلى البطريركية الكنسية Patria del Friuli (بطريركية أكويليا) منذ عام 1077 وانتقلت من الإمبراطورية الرومانية المقدسة إلى جمهورية البندقية بحلول عام 1420. وظلت لقرون، لا يمكن الوصول إلى الوادي المعزول إلا من خلال ممرات مشاة شديدة الانحدار. تم بناء طريق إلى أمبيزو من عام 1919 إلى عام 1934؛تلاه بناء مشروع سد كبير في وادي Lumiei من عام 1941فصاعدًا. تم الانتهاء من خزان Lago di Sauris في عام 1948. خلال فترة الفاشية الإيطالية، كان السكان المحليون يخضعون لإجراءات إضفاء الطابع الإيطالي.

## لغة
منذ تأسيسها، كانت سوريس جيبًا لغويًا ألمانيًا في فريولي وتمكنت من الحفاظ على هذا الوضع حتى يومنا هذا بسبب موقعها المنعزل. تحافظ اللهجة المحلية، سورانو،على السمات القديمة للهجة التيرولية التي ترتبط بها.هذه اللغة العامية هي مجموعة متنوعة من Puster Valley Tyrolean Bavarian التي ترتبط ارتباطًا وثيقًا بخطاب Sappada القريب (Plodn).لا علاقة لها باللغة الجرمانية السيمبرية التي يتم التحدث بها في جزر اللغات الأخرى في ترينتينو وفينيتو.يتألف جزء كبير من سكان جزيرة سوريس من ثلاث لغات ، ويمكنهم أيضًا التحدث بالإيطالية والفريولية.
تخضع الكومونة للمادة 29 من القانون الإقليمي الصادر في 18 كانون الأول / ديسمبر2007 بشأن الفريوليان،والتي بموجبها أنشأ إقليم فريولي- فينيتسيا جوليا التسميات الرسمية في كل من الفريوليان القياسيين والصيغ المحلية للفريوليان لتلكالكوميونية التي تكون فيها الفريولية لغة فعلية ، وكذلك القوانين الإقليمية 4/99 و20/2009،التي تؤسس حقوق الأقليات اللغوية ومساعدة السكان الناطقين بالألمانية في فريولي فينيتسيا جوليا.

## معرض الصور

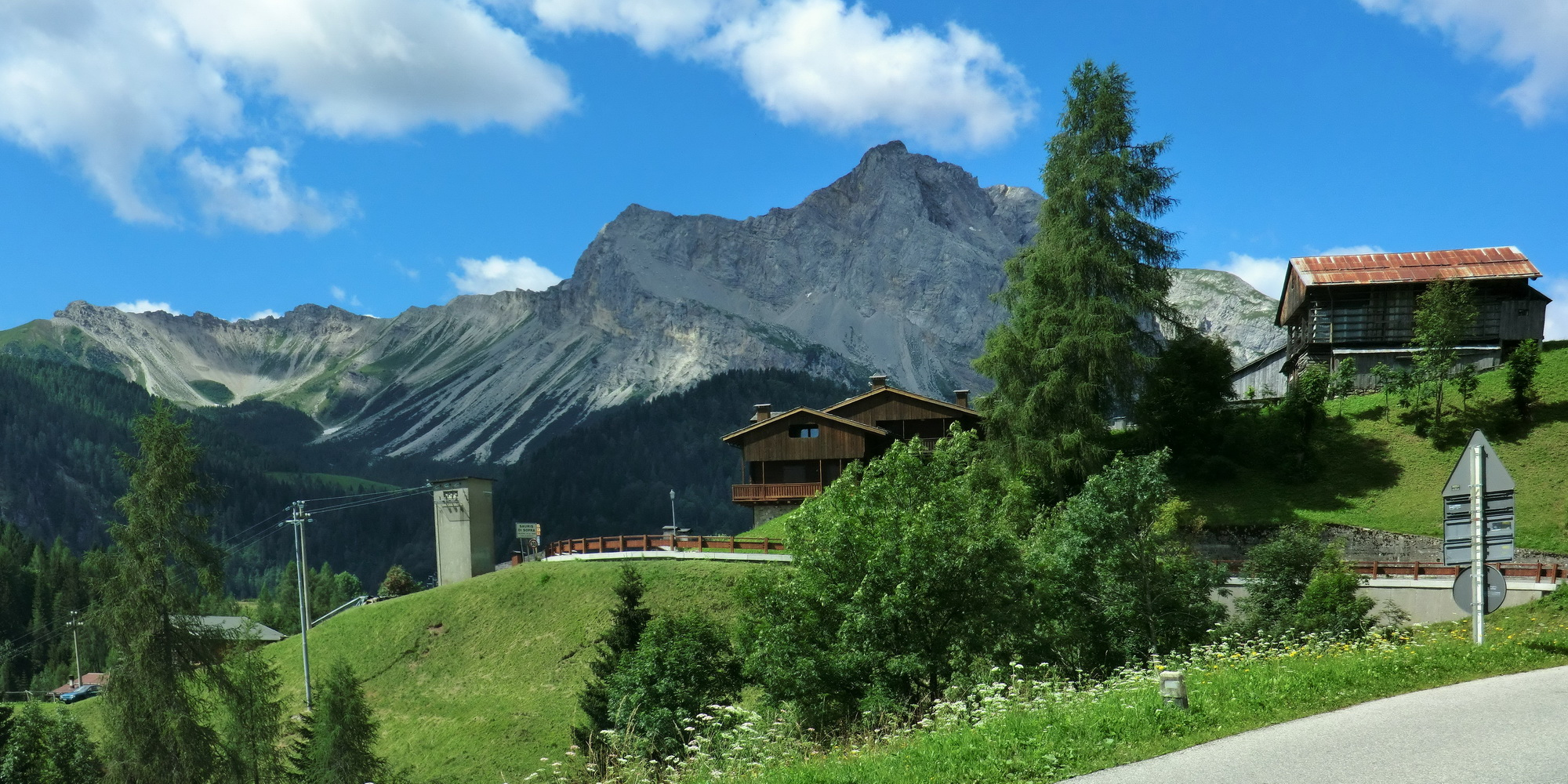
ساوريس دي سوبرا
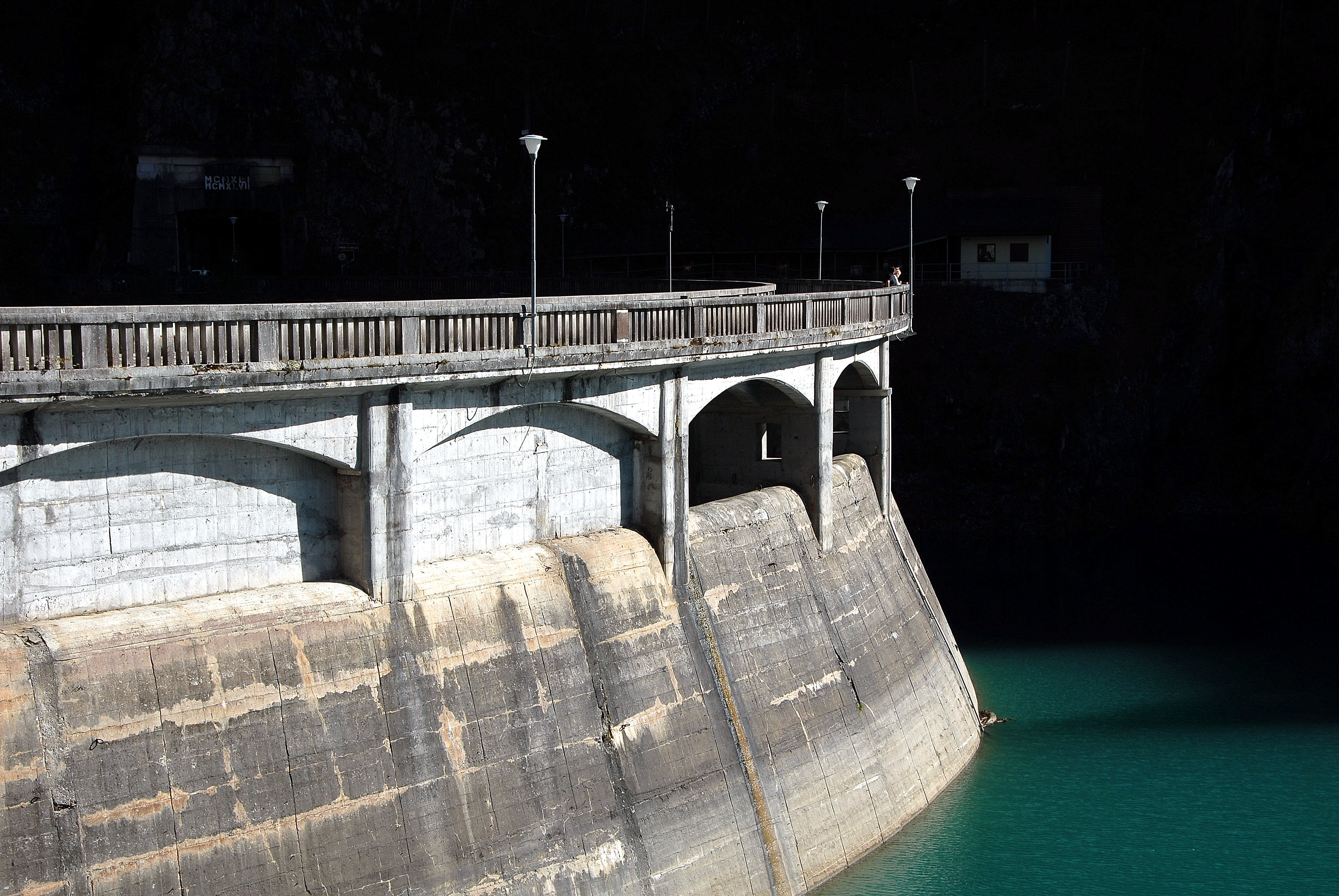
لاغو دي سوريس
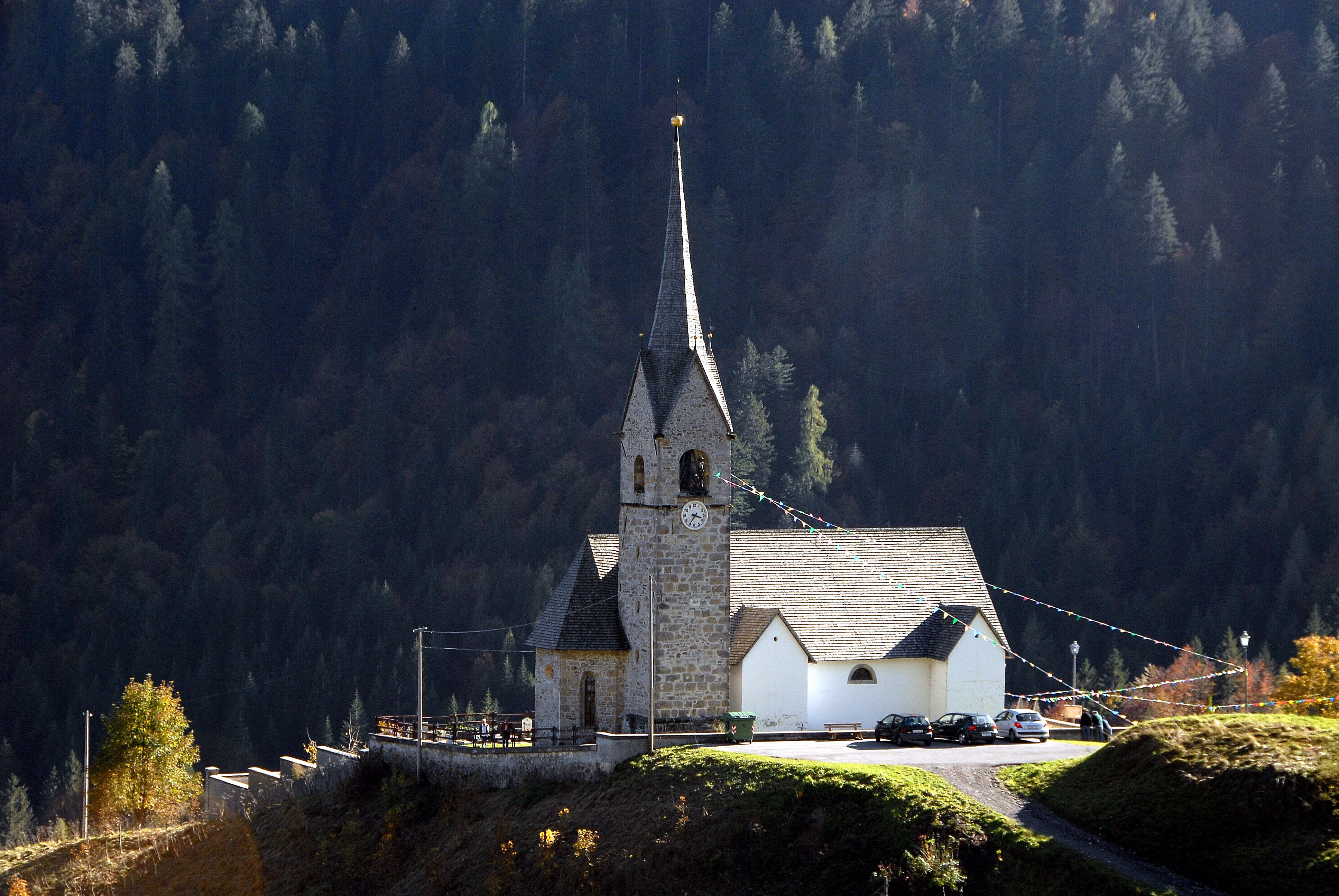
كنيسة سان لورينزو

## روابط خارجية
- باللغة الإيطالية Municipal site
- باللغة الإيطالية Tourist website